# جی. دبلیو. کروملز
جی. دبلیو. کروملز (انگلیسی: J. W. Krumpholz؛ زادهٔ september ۲۲, ۱۹۸۷ (۳۷ سال)) ورزشکار واترپلو اهل ایالات متحده آمریکا است.
وی در مسابقات کشوری و بین‌المللی در مجموع برندهٔ ۱ مدال طلا، ۱ مدال نقره شده‌است.